# 秀峰区
秀峰区是中华人民共和国广西壮族自治区桂林市的一個市辖区，面积49平方公里。区人民政府驻甲山街道中隐路31号。

## 行政区划
秀峰区下辖3个街道办事处：
秀峰街道、丽君街道和甲山街道。

## 沿革
1996年12月2日，国务院批准：原郊区甲山乡划归秀峰区管辖。

## 人口
根据第七次人口普查数据，截至2020年11月1日零时，秀峰区常住人口为161066人。

## 交通

### 公路
- 321国道、 357国道

## 风景名胜
- 獨秀峰
- 芦笛景区
- 桂林市艺术馆
- 靖江王府
- 桂林城墙